# Болеро (филм, 1934)
Вижте пояснителната страница за други значения на Болеро.
„Болеро“ (на английски: Bolero) е американски черно-бял филм от 1934 г. с участието на Джордж Рафт и Карол Ломбард. Това е един от малкото филми, в които Рафт не изпълнява характерната за него роля на гангстер, а е в ролята на танцьор. Самият Рафт има професионален опит като танцьор в нощните клубове на Ню Йорк, преди началото на актьорската му кариера.

## Сюжет
Внимание:  Текстът по-долу разкрива сюжета на произведението (или части от него)!
Действието започва малко преди началото на Първата световна война. Раул (Джордж Рафт) е амбициозен танцьор от Ню Йорк. Той се опитва да привлече Анет (популярната изпълнителка на екзотични танци Сали Ранд) за своя партньорка в танците, но тя отказва. Раул взема за партньорка Хелън Хатауей (Карол Ломбард) и двамата създават впечатляващ сложен танц, акомпаниран от „Болеро“ на Равел (това е анахронизъм, тъй като произведението на Равел е написано през 1928 г.).
Раул се влюбва в Хелън, но тя не отвръща на чувствата му и се омъжва за Лорд Робърт Грей (Рей Миланд). Раул служи в американската войска по време на Първата световна война и след края ѝ има здравословни проблеми със сърцето. Въпреки това, той решава да продължи кариерата си на танцьор. Отваря малък нощен клуб в Париж и взема за партньорка Анет, която отчаяно се нуждае от работа. В нощта на откриването, малко преди започването на програмата, Раул намира Анет пияна и не в състояние да танцува. За щастие, Хелън е сред публиката и се съгласява да участва. Раул се надява, че тя отново ще се върне при него. В стремежа си да впечатли публиката, той се натоварва твърде много по време на танца, колабира и умира.

## Актьорски състав
- Джордж Рафт – Раул
- Карол Ломбард – Хелън Хатауей
- Сали Ранд – Анет
- Рей Миланд – Лорд Робърт Грей
- Франсис Дрейк – Леона
- Уилям Фроули – Майк, брат на Раул

## Отзиви
Филмът „Болеро“ е толкова успешен, че през следващата година Рафт и Ломбард правят друг филм с подобен сюжет – „Румба“. Той, обаче, не постига същия успех.